# Baston

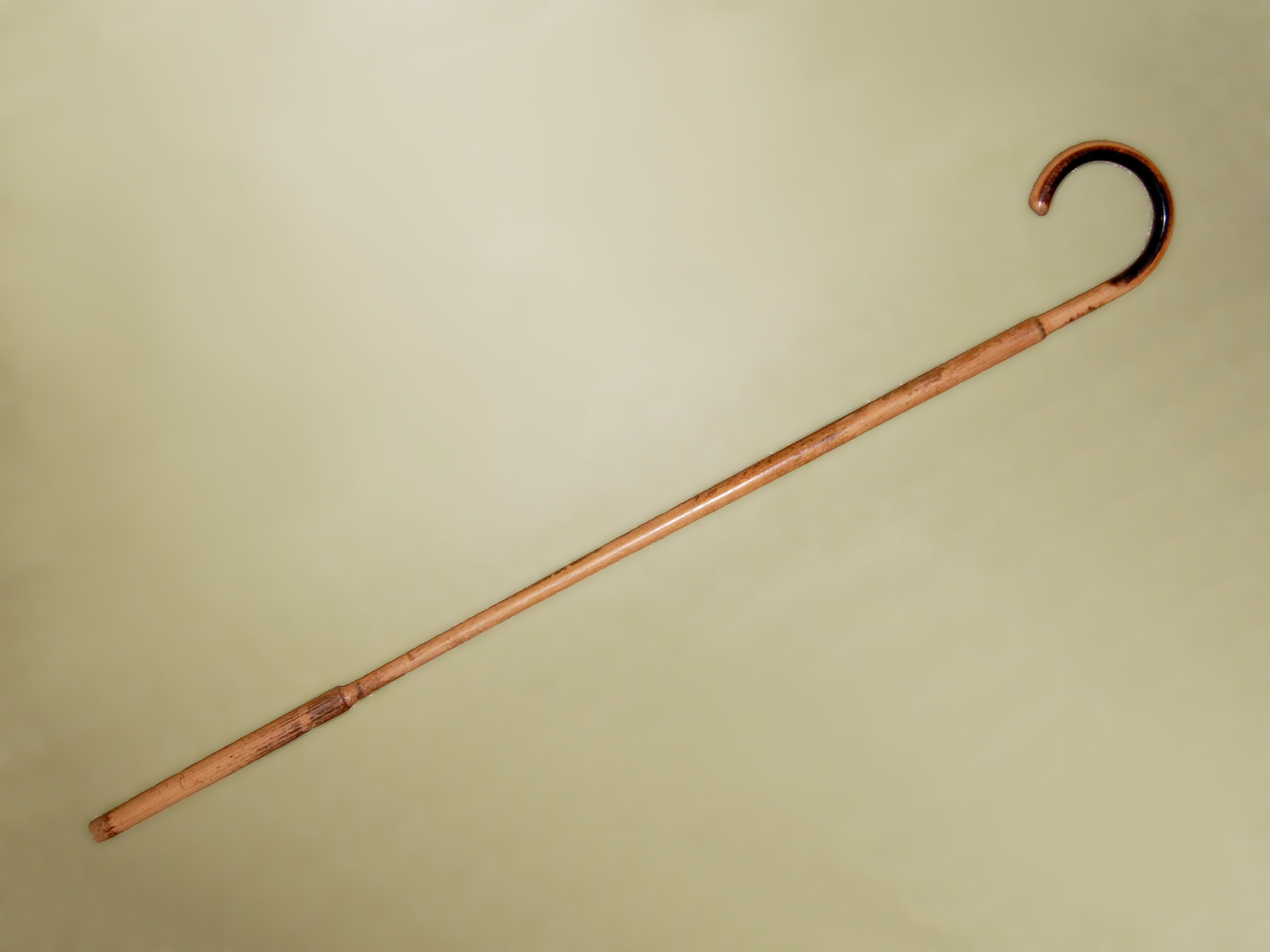
Un baston

Un baston este un băț folosit pentru sprijinirea purtătorului la mersul pe jos, ca un accesoriu de modă sau din motive defensive.
Bastoanele au mai multe forme și mărimi și pot fi căutate de colecționari. Unele tipuri de bastoane pot fi utilizate de către persoanele cu dizabilități ca pe o cârjă. De asemenea, bastonul a fost folosit încă din trecut ca o armă defensivă sau ofensivă și putea ascunde un cuțit sau sabie ca într-un șiș.

## Origine
Prin secolul al XVII-lea sau al XVIII-lea un băț rigid asemănător cu o sabie a devenit o parte esențială a garderobei bărbaților europeni din înalta societate, fiind folosit în primul rând la sprijinirea corpului cu ocazia mersului pe jos. În afară de valoarea sa ca accesoriu decorativ, el a continuat, de asemenea, să îndeplinească rolul de armă de apărare rezervat până atunci doar sabiei. Bastonul standard a fost confecționat din rattan cu margini metalice rotunjite.
Unele bastoane aveau măciulii groase din metal sau dintr-un lemn dur.

## Uz religios

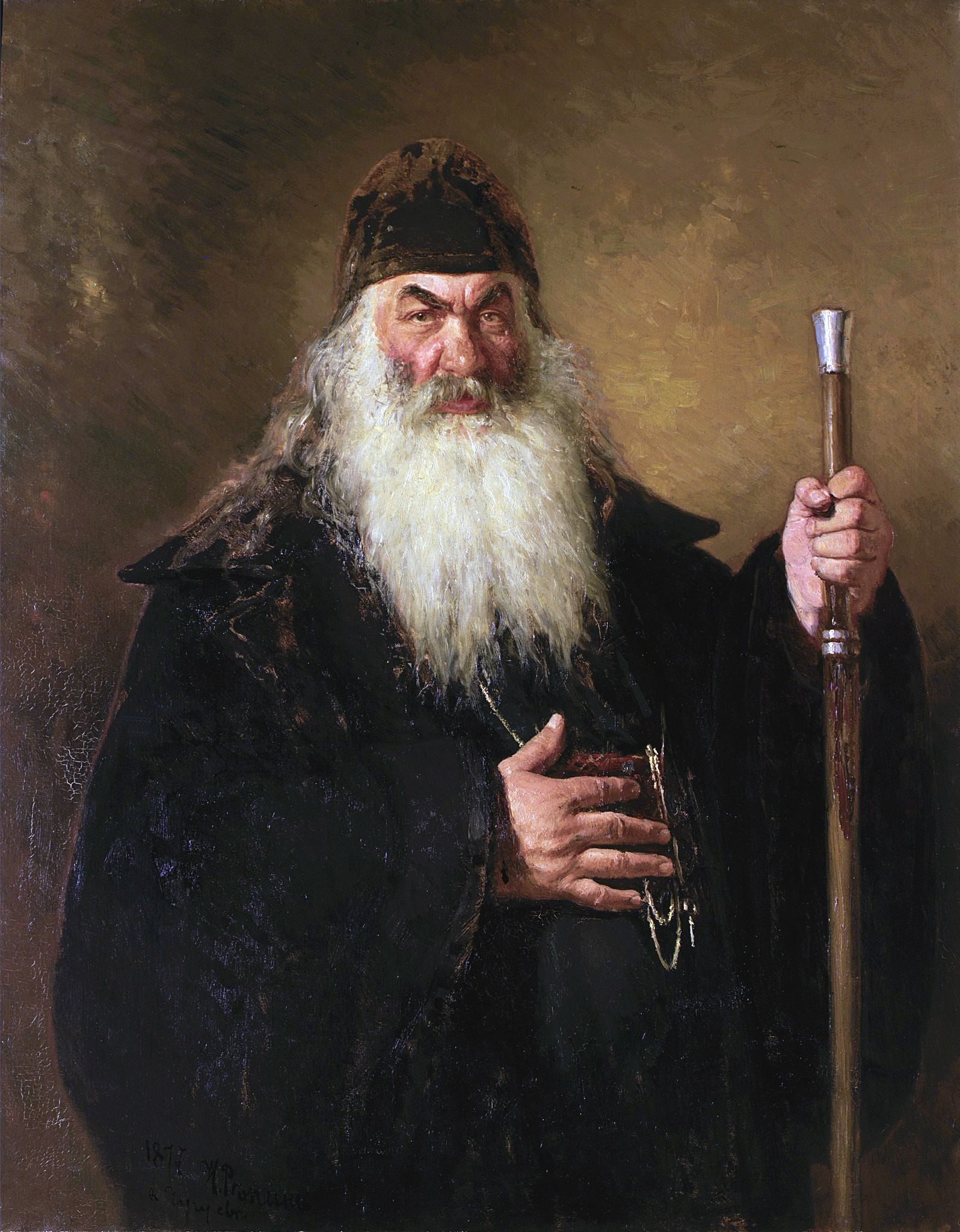
Protodiacon ortodox ținând în mână un baston. Portret de Ilia Repin, 1877 (Galeria Tretiakov, Moscova).

Diverși membri ai clerului creștin atât occidental, cât și oriental poartă bastoane de forme și dimensiuni diferite.
Bastonul este folosit în religia islamică, fiind denumit 'Asa, iar musulmanii sunt încurajați să poarte unul. Imamul ține în mod tradițional slujba de vineri (Khutbah) în timp ce se sprijină într-un baston.